# Rubus acuminatissimus
Rubus acuminatissimus – gatunek rośliny z rodziny różowatych. Występuje na Jawie i Sumatrze i należy do podrodzaju Idaeobatus (tego samego, co malina właściwa (Rubus idaeus)).